# Strike Anywhere
Strike Anywhere es una banda de punk rock y hardcore melódico de Richmond, Virginia, Estados Unidos, formada por el exvocalista de Inquisition(punk band), Thomas Barnett en 1999. Su música se caracteriza por sus rápidos tempos, pegadizas melodías y voces con una carga emotiva combinada con gritos desgarrados, así como por su carga política.
Otro de los aspectos que distinguen a la banda son sus apariciones en la banda sonora del videojuego Tony Hawk's, colaborando en tres ediciones consecutivas. Su canción "Refusal" apareció en Tony Hawk's Underground y consiguió un relativo éxito entre el público, logrando así una importante y cierta fama en el público internacional gracias a lo exitoso de estas sagas.

## Historia
La banda se formó en 1999 a raíz de los abandonos de integrantes de varias bandas de punk rock estadounidenses. Thomas Barnett, excantante de Inquisition; Matt Smith, exguitarrista de Liars Academy y The Exploder; Eric Kane, baterista también de Exploder; y el bajista Garth Petrie, ex-Count Me Out. Todas estas bandas procedentes de la escena hardcore punk de Richmond, Virginia (salvo Liars Academy, de Baltimore, Maryland) donde se funda Strike Anywhere.

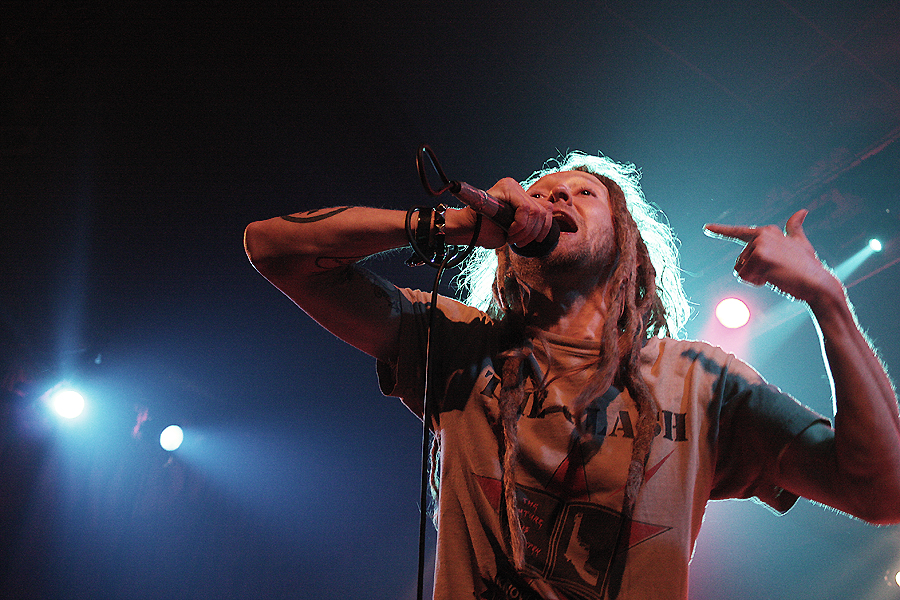
El vocalista y líder de la banda, Thomas Barnett, en un concierto en Barcelona (2010).

Esta banda de punk rock melódico nace como una banda política, con una comprometida causa con la sociedad defendiendo los derechos de la mujer y los animales y su lucha contra la globalización, el anticapitalismo y la brutalidad policial. En el año 2000 graban su primer material, Chorus of One, un EP lanzado por No Idea Records (Hot Water Music) y un año más tarde su segundo EP, Bread or Revolution, lanzado esta vez por Fat Wreck Chords (sello discográfico de Fat Mike).
En agosto de 2001, la banda lanza Change Is a Sound, su primer álbum de estudio lanzado por Jade Tree y que contiene su éxito "Refusal", que, como se mencionó anteriormente, apareció en la banda sonora original del videojuego Tony Hawk's Underground. En septiembre de 2003, la banda volvió con otro disco, Exit English, firmado nuevamente por Jade Tree (sería su último álbum de estudio con ellos) e incluía su éxito "Infrared". Barnett reconoce en el momento de grabar el álbum contaron con más tiempo para poder realizarlo sin presiones tras el éxito de su anterior Change Is a Sound, el cual les proporcionó seiscientos conciertos desde su lanzamiento: "Tuvimos mucho tiempo tanto antes de la grabación como después de la misma: añadimos voces, ideas e incluso más guitarras en el estudio de nuestro guitarrista Matt Smith. Así que hemos contado con todo el tiempo que necesitábamos para sacarle brillo a 'Exit English', pero esas imperfecciones también son parte de la música. Buscamos que sea la mejor y más limpia posible, pero queremos igualmente mantener intacta nuestra humanidad y no ser demasiado profesionales".

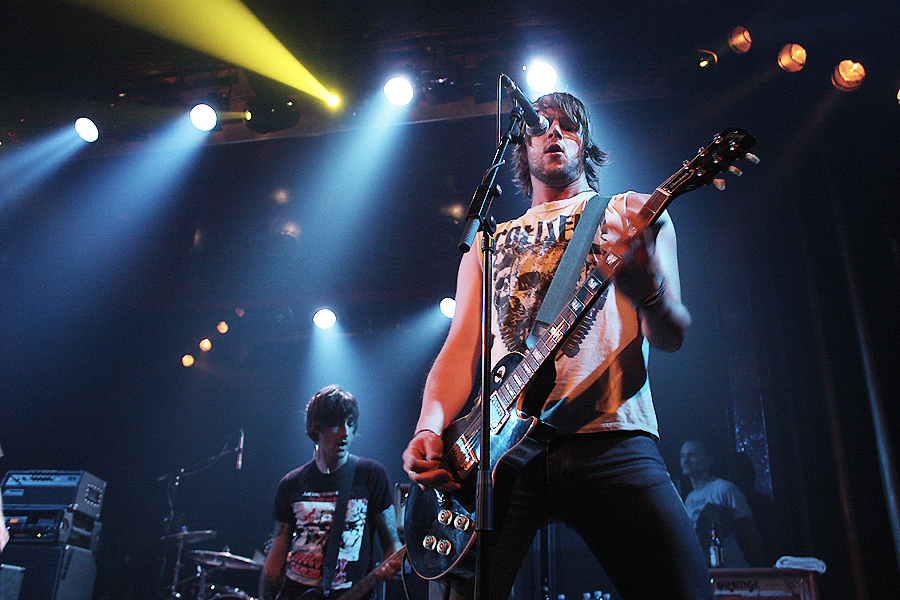
Strike Anywhere en Barcelona en 2010.

A comienzos de 2005 la banda lanzó su último álbum de su discografía con Jade Tree, To Live in Discontent, una recopilación de rarezas de sus primeros trabajos, Bread or Revolution y Chorus of One. En 2006 la banda firmó por una de las gigantescas del punk rock, Fat Wreck Chords, para el lanzamiento de su nuevo disco, Dead FM. La banda iba logrando un progresivo éxito que incluyó la participación por primera vez de Strike Anywhere en el Warped Tour de 2005. Si para Exit English, Barnett agradeció el tiempo que tuvieron para grabarlo (tres meses), Dead FM fue mucho más reposado, ya que estuvieron tres años con su grabación. Tras el Warped Tour, los miembros de la banda se tomaron un descanso de nueve meses para obtener ideas para su nuevo trabajo, por lo que Dead FM "explora diferentes estilos y sonidos". Con respecto al sonido del nuevo álbum, Barnett aseguró que les encanta "tocar punk rápido, agresivo y melódico. Es un estilo que personalmente nos sigue entusiasmando e inspirando. Pero veo necesario que los artistas punk en ocasiones se rebelen contra el orden establecido de adoración al género. Tratamos de ponernos a prueba aquí y allá, y nunca nos permitimos escribir dos veces la misma canción. Quién sabe, con tal de que el contenido sea sincero y genuino, tal vez haya sorpresas en próximos discos".
Matt Sherwood abandonó la formación en 2007, tocando su último concierto con la banda el 17 de marzo de ese año en Auckland, Nueva Zelanda. Su sustituto fue Mark Miller.
La banda firmó un nuevo contrato con el sello Bridge Nine Records y anunció el 15 de junio de 2009 que habían finalizado su cuarto álbum de estudio, Iron Front, del que Thomas Barnett aseguró que contiene las "canciones más rimbombantes, sentimentales y devastadoras que jamás hayamos grabado". La fecha de lanzamiento fue fijada para el 6 de octubre y Barnett reveló que estaban preparando una gira con Propagandhi por Estados Unidos y Canadá: "Estamos muy contentos y nos sentimos completamente propulsados hacia adelante desde el momento de grabación. Ha pasado bastante tiempo desde la última vez que tocamos con Propagandhi y estamos deseando volver a conectar con ellos".

## Miembros

### Actuales
- Thomas Barnett - vocalista
- Matt Smith - guitarra
- Mark Miller - guitarra
- Garth Petrie - bajo
- Eric Kane - batería

### En el pasado
- Matt Sherwood - guitarra

## Discografía

### Álbumes de estudio
- Change is a Sound (Jade Tree, 2001)
- Exit English (Jade Tree, 2003)
- Dead FM (Fat Wreck Chords, 2006)
- Iron Front (Bridge Nine Records, 2009)

### EP
- Bread or Revolution (Fat Wreck Chords, 2000)
- Underground Europe: The 1999 Demos (Scene Police, 2001)
- Chorus of One (Red Leader Records (CD)/No Idea Records (LP), 2001)

### Álbumes recopilatorios
- To Live in Discontent (Jade Tree, 2005), Una compilación con rarezas y el contenido de los LP Bread or Revolution y Chorus of One

### Otras apariciones
- Underground Europe 2001 Genoa Benefit EP (Scene Police, 2001)
- 1157 Wheeler Avenue: A Memorial for Amadou Diallo (Failed Experiment, 2002)
- Broken Lamps and Hardcore Memories (Suburban Home Records, 2002)
- Punk Goes Acoustic (Fearless Records, 2003)
- Rock Against Bush, Vol. 1 (Fat Wreck Chords, 2004)